# Fertilização in vitro

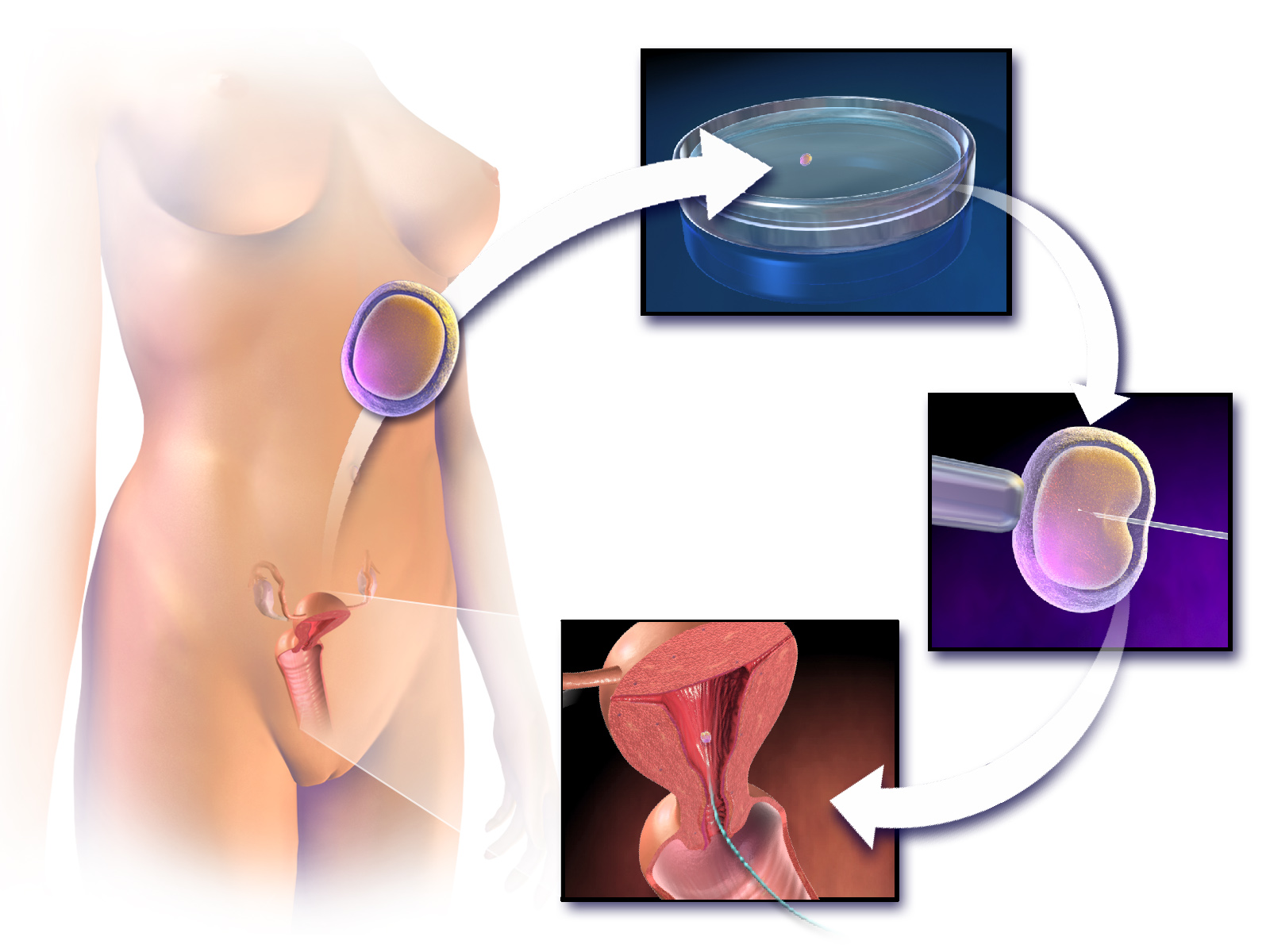
Representação da tecnologia de fertilização in vitro

A fertilização in vitro (FIV) é uma técnica de reprodução medicamente assistida que consiste na união do espermatozoide com o ovócito em ambiente laboratorial (in vitro). Pode ser realizada pela deposição de um número significativo de espermatozóides, 50 a 100 mil, ao redor dos ovócitos (FIV clássica ou convencional); ou pela inserção de um único espermatozoide no interior do ovócito (ICSI) - procurando obter embriões de boa qualidade que poderão ser congelados ou transferidos para a cavidade uterina.
A técnica de fertilização in vitro (FIV) iniciou uma nova era da medicina reprodutiva quando, em 1978, resultou no nascimento do primeiro "bebê de proveta", no Reino Unido, realizada pelos médicos ingleses Patrick Steptoe e Robert Edwards. Desde então, o desenvolvimento tecnológico tem proporcionado taxas de sucesso progressivamente maiores, garantindo o sucesso na realização do sonho de muitos casais.
Inicialmente restrita às mulheres com obstruções das trompas, hoje a FIV é utilizada como opção terapêutica para casais com fatores masculino, imunológico, ovariano e com endometriose, entre outras causas.

## Definição
A fertilização in vitro (FIV) é um dos tratamentos que compõem o grupo de tecnologias de reprodução assistida. Ela consiste em fecundar o óvulo fora do corpo, para somente depois que o embrião começar a se formar inseri-lo no útero, a fim de implantar-se e acontecer a gravidez.
Trata-se do tratamento mais completo em reprodução assistida, e que oferece boas chances de sucesso, sendo em média de 45%. Porém, esse número varia de acordo com a idade da mulher.
É um método bastante difundido porque possui um bom custo-efetividade para quem deseja constituir família ou ter mais um filho, e não consegue por vias naturais. Isso em comparação com outros métodos de reprodução assistida.

### Indicação da Fertilização in Vitro
Para os tratamentos de reprodução assistida, antes de fazer a indicação de um deles o casal é instruído a tentar outras alternativas para conseguir a gravidez por vias naturais. O acompanhamento de um ou mais profissionais pode ajudar nessa tentativa.
São realizados exames tanto na mulher como no homem, também indicados medicamentos, mudanças de hábitos e até mesmo cirurgias quando preciso. E ainda é recomendado tentar o coito programado e também a inseminação artificial.
Se em nenhum desses casos o casal conseguir a gravidez, então, a FIV é o tratamento mais indicado. Também é preciso entender que um casal é considerado com problemas de fertilidade quando durante um ano não consegue a gravidez naturalmente, se a mulher tiver menos do que 35 anos ou 6 meses se tiver mais de 35.
Por isso, a FIV na maioria das vezes não é o primeiro método a ser utilizado quando o casal anseia por um filho. Mas ela é uma alternativa quando outras tentativas não surtiram efeito positivo. A fertilização in vitro geralmente é indicada em casos de:
- alterações no sêmen;
- baixa concentração de espermatozoides;
- espermatozoides com motilidade reduzida ou morfologia inadequada;
- homens que fizeram vasectomia;
- obstrução na saída dos espermatozoides;
- homens azoospérmicos;
- danos ou obstrução das tubas uterinas;
- mulheres que fizeram laqueadura;
- endometriose;
- pouca quantidade de óvulos;
- baixa qualidade dos óvulos;
- algumas doenças genéticas;
- alterações de cariótipo;
- infertilidade sem causa aparente (ISCA).

Apesar da FIV ser indicada, em grande parte dos casos, apenas depois de outras tentativas, também pode ser que o especialista indique esse tratamento como primeira opção. Isso porque não há uma regra a ser seguida, mas sim, atende-se a necessidade de cada casal.
Por isso, é importante ter o suporte de um especialista para que se possa analisar as causas da dificuldade para a gravidez, bem como optar pelo método ideal, que ofereça maiores chances de sucesso. Assim, o ideal é quando o casal decidir ter um filho, consultar o ginecologista e o urologista para tentar de forma natural.
Quando o método falhar, então o especialista em reprodução humana deve ser consultado para adotar novas medidas e observar mais a fundo porque o casal não consegue engravidar.

### Procedimento
O tratamento de fertilização in vitro não é demorado. Todo o processo dura em média 20 dias, mas é preciso monitoramento frequente, com diversas visitas à clínica para que cada etapa ocorra no tempo ideal.
Para desenvolver o embrião podem ser utilizados os óvulos da mulher ou de uma doadora, assim como espermatozoide do seu parceiro ou de um doador. Isso é definido para cada caso se não houver a possibilidade de que sejam utilizadas as células do casal.
As etapas da FIV se dividem em estimulação ovarina, captação dos óvulos e espermatozoides, fecundação dos óvulos e transferência de embriões.

### Estimulação ovariana
A primeira etapa da fertilização in vitro consiste em estimular o organismo da mulher a liberar um grande número de óvulos. Para isso ela recebe o hormônio FSH, a fim de estimular o crescimento dos folículos ovarianos.
Esse mesmo hormônio é utilizado para a inseminação artificial, porém, na FIV sua dose é mais alta para que se possa obter um maior número de óvulos. E depois disso, a mulher precisa ser acompanhada quase todos os dias pelo médico.
Isso porque é fundamental que se observe o crescimento folicular para que, assim que ele atinja o tamanho adequado, possa ser administrado mais um hormônio, agora o hCG. Ele estimula a maturação das células e induz a ovulação, ou seja, a liberação dos óvulos. Essa etapa tem duração de cerca de 9 a 12 dias.

#### Captação dos óvulos
Depois que a mulher recebe o hormônio hCG essa etapa é agendada para as próximas 34 ou 36 horas. Isso possibilita que os óvulos sejam coletados assim que a ovulação acontecer, sendo que eles são extraídos dos ovários.
A mulher recebe uma sedação e anestesia para aliviar dores e incômodos. Então, o especialista realiza a punção ovariana utilizando uma agulha guiada pelo equipamento de ultrassom transvaginal.
Por sucção o líquido dos folículos ovarianos é coletado, e junto dele, os óvulos. Essas células ficam reservadas em tubos de ensaio para que os embriologistas façam sua análise posteriormente. Então, as células são colocadas em um ambiente de cultura e levadas para a estufa, aguardando a fertilização. Em cerca de meia hora é possível coletar vários óvulos.
Para captação dos espermatozoides o homem deverá produzir uma amostra de sêmen para ser utilizada na fertilização dos óvulos. É preciso uma abstenção de ejaculação de 3 a 5 dias antes da data da coleta. O esperma também é conservado em meio apropriado para manter a qualidade dos espermatozoides.

#### Fecundação do óvulo
Depois de obtidas as células femininas e masculinas, então é o momento de fecundar os óvulos. Para isso, ambas amostras são colocadas em incubadoras para que o processo se dê de forma natural, com o espermatozoide procurando o óvulo.
Porém, pode acontecer de a taxa de fertilização ser baixa, e quando há essa suspeita, a injeção intracitoplasmática é utilizada. Nesse caso, o embriologista escolhe um espermatozoide e o injeta no óvulo para tentar a fertilização.
As células são monitoradas para se observar se há a divisão celular, pois é isso o que indica que a fertilização foi um sucesso e dá início à formação do embrião.

##### Transferência de embriões
Cerca de 3 a 5 dias depois de confirmada a fertilização do óvulo é feita a transferência de um ou mais embriões para o útero da mulher. Essa etapa é considerada indolor, embora algumas mulheres possam sentir cólicas leves, então, não é utilizada anestesia ou sedação.
O incômodo é semelhante ao do provocado pelo exame de Papanicolau, e para realização dessa etapa a mulher deve estar com a bexiga cheia, para que o aparelho de ultrassom possa captar imagens.
A transferência é feita por meio de um tubo flexível que é introduzido no útero pelo orifício externo do colo. Com auxílio de uma seringa o líquido onde estão os embriões é injetado no útero para que aconteça a implantação.
É recomendado que a mulher permaneça em repouso relativo por 2 dias, evitando atividades de impacto como exercícios, subir e descer escadas, levantar pesos ou ter relações sexuais. O especialista pode recomendar medicamentos para suporte da gravidez, mas ela apenas é confirmada cerca de 9 a 12 dias depois, por meio de exame.
A FIV é um tratamento seguro e com grande chance de sucesso, por isso, é um dos mais utilizados para ajudar os casais a realizarem o sonho de ter um filho.

## Fertilização in vitro em bovinos
A fertilização in vitro quando usada em bovinos tende a acelerar o melhoramento genético em propriedades leiteiras em  cerca de 10 anos de seleção, permitindo rápidos saltos na produção e na qualidade do leite. Ao realizar a compra de um embrião provido de FIV (fertilização in vitro) o proprietário terá a certeza de que ele estará adquirindo um animal de alta qualidade genética, que irá repor o investimento já na primeira lactação dessa bezerra.
Na FIV, oócitos (células sexuais femininas) aspirados dos folículos ovarianos de uma vaca são fecundados, em laboratório, por espermatozoides contidos no sêmen de um touro. Os embriões originados desse processo são transferidos a uma fêmea receptora. Por essa técnica, uma fêmea pode produzir, em média, 10 embriões, considerando-se a taxa de 50% de sucesso na fecundação. Permitindo que uma doadora de genética comprovada possa deixar mais descendentes por ano.
Dados da International Embryo Transfer Society (IETS) apontam que o Brasil é líder mundial na produção de embriões bovinos por FIV.
Segundo Sâmila Delprete, A FIV acelera o ganho genético do rebanho. Enquanto a inseminação artificial (IA) permite a obtenção de um bezerro por ano, a transferência de embriões (TE) permite um por mês e a FIV um bezerro por semana.

## Por país
A informação seguinte baseia-se em 1 000 000 de pessoas. 
- Israel - o país com o maior número de tratamentos de FIV no mundo, com 5711.
- Japão - foram efectuados 3 603 tratamentos de FIV.
- Dinamarca - foram efectuados 13 575 tratamentos de fertilização in vitro.
- República Checa - Foram efectuados 3 341 tratamentos de FIV.
- Austrália - 3 056 tratamentos de FIV efectuados.
- Espanha - 3 003 tratamentos de fertilização in vitro.
- Estados Unidos da América - Foram efectuados 922 tratamentos de FIV, ver também: live ivf e Reprodução artificial
- China - Foram efectuados 1 075 788 tratamentos de fertilização in vitro.

A Espanha, a República Checa, a Grécia, o Norte de Chipre, Portugal, a Letónia, a Dinamarca, a Polónia, o México e os Barbados são conhecidos como os melhores países para a realização de tratamentos de fertilização in vitro.